# François Nodot
François Nodot (vers 1650 - 1710) est un munitionnaire - fournisseur des armées - et écrivain français.
Le plus connu de ses ouvrages est le supplément fictif qu'il donna au texte fragmentaire du Satyricon de Pétrone, publié en 1691-1693. L'origine de ce qu'il nomme la Traduction entière de Pétrone a pour origine la découverte d'un manuscrit à Belgrade acheté à un certain Dupin. Le style médiocre, les impropriétés linguistiques, le romanesque daté ainsi que les gallicismes trahissent une supercherie littéraire et l'œuvre d'un faussaire. Bien que plusieurs observateurs contemporains, dont Leibniz (Epist. XIX) et Burmann, ont dénoncé l'entreprise, les fragments inédits de Nodot ont reçu le soutien de plusieurs académies (dont celles de Nîmes et d'Arles) ainsi que de François Charpentier, et furent inclus dans plusieurs traductions de Pétrone, jusqu'à celles de Tailhade ou H. C. Schnur,.
Cinq ans plus tard il publia l'Histoire de Mélusine, princesse de Lusignan, et de ses fils sur la base du roman de Jean d'Arras.